# Magyar Udvari Kancellária
A mohácsi csatavesztés után a Magyar Királyság a Habsburg Birodalom egyik belső állama lett. A 16-19. század közötti időszakban a magyar önkormányzatiságban fontos szerephez jutott a Habsburg uralkodó által felállított Magyar Udvari Kancellária (latinul: Cancellaria Aulica Hungarica; németül: ungarische Hofkanzlei), melynek székhelye Bécsben volt. Az osztrák örökös tartományok és Csehország ügyeit két hasonló hivatal, az osztrák és a cseh udvari kancellária intézte.
Az udvari kancellária elsődleges feladata az uralkodói felségjogok gyakorlása, a birtokok és a különböző világi, illetve egyházi tisztségek adományozása, a nemesítések és más rangemelések, kinevezések intézése, illetve az egyes magyar kormányszervekkel való érintkezés maradt. A Magyarországgal való közvetlen kapcsolat adta a lehetőséget, hogy a kancellária közvetítőként léphessen fel az uralkodó és a magyar rendek között. Így a kancellária és a kancellár a magyar rendi politika nélkülözhetetlen tényezője lett.
1694-től testvérintézménye lett az Erdélyi Udvari Kancellária (latinul: Cancellaria Aulica Transylvaniae; németül: Siebenbürgische Hofkanzlei).

## Története
A Magyar Udvari kancelláriát I. Ferdinánd hozta létre Pozsonyban. II. Rudolf idején, 1576 és 1612 között Prágában működött, majd újra Pozsonyban. 1690-ben helyezték át Bécsbe, itt 1747-ben költözött a Bankgasse 6. szám alá, az egykori Strattmann-palotába. Ez az épület 1692–94-ben, I. Lipót idejében épült Johann Bernhard Fischer von Erlach tervei alapján, eredetileg Theodor Heinrich von Strattmann gróf (1637–1693), birodalmi udvari kancellár számára, és 1747-ben gróf Nádasdy Lipót, a Magyar Udvari Kancellária vezetője vásárolta meg maga és a hivatala számára. A palota késő barokk stílusú homlokzatát 1766–67-ben Nicolò Pacazzi (Pacassi) tervei alapján rokokó stílusban átépítették, az épületet kibővítették, belefoglalva a 4. számú házat is, amelynek homlokzatát Franz Anton Hillebrandt alakította ki, a 6. számhoz illeszkedő stílusban. Az Osztrák–Magyar Monarchia felbomlása óta ebben az épületben (Bankgasse 4-6.) működik Magyarország bécsi nagykövetsége.

## Magyar udvari kancellárok
| kép | név                   | hivatal kezdete | hivatal vége | megjegyzés                                                                                               |
| --- | --------------------- | --------------- | ------------ | --- |
| I. Ferdinánd 1526-ban létrehozza a Magyar Udvari Kancelláriát a Magyarországi ügyek intézésére. |                       |                 |              | |
| | Szalaházi Tamás       | 1527            | 1536         | |
| | Újlaki Ferenc         | 1539            | 1539         | győri püspök, alkancellár                                                                                |
| | Perényi Péter         | 1541            | 1542?        | |
| | Oláh Miklós           | 1543            | 1568         | 1543-1546 – alkancellár 1546-1553 – kancellár 1553-1568 – főkancellár egri püspök, majd esztergomi érsek |
| | Liszti János          | 1568            | 1577         | veszprémi majd győri püspök                                                                              |
| | Draskovich György     | 1578            | 1586         | győri püspök, kalocsai érsek, bíboros                                                                    |
| | Heresinczy Péter      | 1586            | 1590         | győri püspök                                                                                             |
| | Kutassy János         | 1592            | 1597         | győri püspök                                                                                             |
| | Pethe Márton          | 1598            | 1602         | győri püspök                                                                                             |
| | Forgách Ferenc        | 1602            | 1607         | nyitrai püspök, majd esztergomi érsek                                                                    |
| | Lépes Bálint          | 1608            | 1623         | nyitrai püspök                                                                                           |
| | Sennyey István        | 1623            | 1635         | győri püspök                                                                                             |
| | Lippay György         | 1635            | 1642         | veszprémi, majd esztergomi érsek                                                                         |
| | Bosnyák István        | 1642            | 1644         | veszprémi püspök                                                                                         |
| | Szelepcsényi György   | 1644            | 1666         | nyitrai püspök, majd esztergomi érsek                                                                    |
| | Szegedi Ferenc Lénárd | 1666            | 1669         | váci püspök                                                                                              |
| | Pálffy Tamás          | 1669            | 1679         | váci, majd nyitrai püspök                                                                                |
| | Gubasóczy János       | 1679            | 1686         | nyitrai püspök                                                                                           |
| | Korompay Péter        | 1686            | 1690         | nyitrai püspök                                                                                           |
| | Jaklin Balázs         | 1690            | 1695         | tinnini püspök                                                                                           |
| | Mattyasovszky László  | 1696            | 1705         | tinnini püspök                                                                                           |
| | Illésházy Miklós      | 1706            | 1723         | |
| | Erdődy László         | 1725            | 1725         | nyitrai püspök                                                                                           |
| | Esterházy Imre        | 1725            | 1725         | veszprémi püspök                                                                                         |
| | Acsády Ádám           | 1725            | 1732         | veszprémi püspök az utolsó püspök-kancellár                                                              |
| | Batthyány Lajos       | 1733            | 1746         | |
| | Nádasdy Lipót Flórián | 1746            | 1758         | |
| | Pálffy Miklós         | 1758            | 1762         | |
| | Esterházy Ferenc      | 1762            | 1787         | |
| | Pálffy Károly         | 1787            | 1807         | |
| | Erdődy József         | 1807            | 1819         | |
| | Koháry Ferenc         | 1820            | 1826         | |
| | Nádasdy Mihály        | 1826            | 1827         | |
| | Reviczky Ádám         | 1827            | 1836         | |
| | Pálffy Fidél          | 1836            | 1838         | |
| | Mailáth Antal         | 1839            | 1847         | |
| | Apponyi György        | 1847            | 1848         | |
| 1848. április 12-én a Batthyány-kormány feloszlatta a kancelláriát. Helyét a Király Személye Körüli Minisztérium vette át. 1848. november 13-án Windisch-Gratz herceg. Bécs katonai parancsnoka a minisztérium működését megszűntnek nyilvánította. 1860. október 20. – Az októberi diploma visszaállítja a korábbi hivatali rendszert                                     |                       |                 |              | |
| | Vay Miklós            | 1860            | 1861         | |
| | Forgách Antal         | 1861            | 1864         | |
| | Zichy Hermann         | 1864            | 1865         | |
| | Mailáth György        | 1865            | 1867         | |
| 1867. február 17-én I. Ferenc József magyar király, Mailáth György kancellárhoz intézett leiratban rendelkezett a kancellária megszüntetéséről, a kiegyezéssel pedig a régi udvari hivatal véglegesen átadta helyét a modern, felelős kormánynak. A kancellária hivatalnokait és szerepkörét a Festetics György gróf vezette király személye körüli minisztérium vette át. |                       |                 |              | |